# Provisiones Temporales Efectivas durante el Período de Rebelión Comunista
Las Provisiones Temporales Efectivas Durante el Período de Rebelión Comunista (chino tradicional: 動員戡亂時期臨時條款; chino simplificado: 动员戡乱时期临时条款; pinyin: Dòngyuán Kānluàn Shíqī Línshí Tiáokuǎn) fueron una serie de medidas constitucionales temporales aprobadas por la Asamblea Nacional de la República de China el 10 de mayo de 1948 y que otorgaron al Presidente Chiang Kai-shek poderes amplios para enfrentar al Partido Comunista Chino en la guerra civil china. Las provisiones permitieron al Presidente y Vicepresidente de la República de China a extender su período más allá del límite de dos términos. 
Luego de la toma de la China Continental por los comunistas y la retirada del gobierno nacionalista a la isla de Taiwán en diciembre de 1949, estas provisiones permanecieron vigentes hasta que se lograra la recuperación de la zona continental por parte de los nacionalistas. Sin embargo, a medida que pasaba el tiempo, era más evidente la imposibilidad de recuperar dicho territorio. La Asamblea Nacional decidió el 22 de abril de 1991 abolir las Provisiones Temporales y el 30 de abril del mismo año, el presidente Lee Teng-hui declaró que el Período de Rebelión Comunista finalizaría el 1 de mayo de 1991.